# 고원희
고원희(한국 한자: 高媛熙, 본명: 김원희, 한국 한자: 金媛熙, 1994년 9월 12일 ~ )는 대한민국의 배우이다.

## 학력
- 학성여자고등학교 (졸업)
- 중앙대학교 연극영화학과 (졸업)

## 작품 활동

### 드라마
- 2013년 JTBC 주말 특별기획 드라마 《궁중잔혹사 꽃들의 전쟁》 ... 장렬왕후 역
- 2013년 MBC 수목 미니시리즈 《메디컬 탑팀》 ... 유나연 역
- 2014년 OCN 일요 미니시리즈 《귀신 보는 형사 처용》 ... 한글학당 선생님 역
- 2014년 KBS1 저녁 일일연속극 《고양이는 있다》 ... 정지은 역
- 2014년 KBS2 수목 미니시리즈 《왕의 얼굴》 ... 인목왕후 역
- 2015년 SBS 주말 특별기획 《너를 사랑한 시간》 ... 윤민지 역
- 2015년 KBS2 TV소설 《별이 되어 빛나리》 ... 조봉희 역
- 2017년 KBS2 금토 미니시리즈 《최강 배달꾼》 ... 이지윤 역
- 2017년 JTBC 웹 드라마 《알 수도 있는 사람》 ... 설지은 역 (특별출연)
- 2018년 JTBC 월화 미니시리즈 《으라차차 와이키키》 ... 강서진 역
- 2018년 네이버 TV 웹 드라마 《퀸카메이커》 ... 안공주 역
- 2018년 KBS2 수목 미니시리즈 《당신의 하우스헬퍼》 ... 윤상아 역
- 2019년 KBS2 월화 미니시리즈 《퍼퓸》 ... 민예린 역
- 2019년 JTBC 월화 미니시리즈 《꽃파당: 조선혼담공작소》 ... 강지화 역
- 2019년 tvN 단막극 《드라마 스테이지 - 오우거》 ... 나연 역
- 2020년 채널 A 금토드라마 《유별나! 문셰프》 ... 유벨라 / 유유진 역
- 2020년 KBS2 단막극 《KBS 드라마 스페셜 - 일의 기쁨과 슬픔》... 김안나 역
- 2021년 KBS2 주말연속극 《오케이 광자매》 ... 이광태 / 나광태 역
- 2021년 JTBC 토요 미니시리즈 《알고있지만,》 ... 재언에게 말을 거는 여자 역 (6회 특별출연)
- 2021년 TVING 금요 미니시리즈 《백수세끼》 ... 여은호 역
- 2022년 tvN 단막극 《O'PENing - 저승라이더》 ... 박미혜 역
- 2023년 JTBC 주말 미니시리즈 《킹더랜드》 ... 오평화 역
- 2025년 KBS2 주말연속극 《화려한 날들》... 정보아 역

### 영화
- 2011년 《섬집아기》
- 2012년 《미확인 동영상: 절대클릭금지》
- 2012년 《수목장》 ... 어린 청아 역
- 2014년 《찌라시: 위험한 소문》 ... 최미진 역
- 2015년 《경성학교: 사라진 소녀들》 ... 시즈코 역
- 2016년 《한강블루스》 ... 안젤라 수녀 역
- 2016년 《흔들리는 물결》 ... 원희 역
- 2017년 《걱정말아요》 ... 은지 역
- 2017년 《메리 크리스마스 미스터 모》 ... 예원 역
- 2018년 《죄 많은 소녀》 ... 한솔 역

### TV 방송
- 2015년 tvN 《SNL 코리아》

### 웹예능
- 2024년 유튜브 《노빠꾸 탁재훈》

### 뮤직비디오
- 2011년 B1A4 - 못된 것만 배워서
- 2012년 니모 - 그런남자
- 2013년 2AM - 어느 봄날
- 2017년 하이라이트 - 아름답다

## 광고
- 우리들체어
- NH농협
- SK텔레콤
- 한국관광공사
- 네이버
- 허쉬 키세스
- 아토팜
- 한화
- 펜잘큐
- 하이마트

## 수상 및 후보
| 연도 | 시상식                      | 부문                           | 작품                                 | 결과 |
| ---- | --------------------------- | ------------------------------ | ------------------------------------ | ---- |
| 2015 | KBS 연기대상                | 일일극부문 여자 우수연기상     | 별이 되어 빛나리                     | 후보 |
| 2017 | 제10회 코리아 드라마 어워즈 | 여자 신인상                    | 최강 배달꾼                          | 수상 |
| 2019 | KBS 연기대상                | 미니시리즈부문 여자 우수연기상 | 퍼퓸                                 | 후보 |
| 2019 | KBS 연기대상                | 여자 네티즌상                  | 퍼퓸                                 | 후보 |
| 2019 | KBS 연기대상                | 베스트 커플상 (with 신성록)    | 퍼퓸                                 | 후보 |
| 2020 | KBS 연기대상                | 여자 연작·단막극상             | KBS 드라마 스페셜 - 일의 기쁨과 슬픔 | 후보 |